# Геваризъм
Геваризъм (Guevarismo) е теория на комунистическата революция и на военната стратегия за водене на партизанска война, разработена от аржентинския революционер Ернесто Че Гевара, един от ръководителите на кубинската революция.
Геваризъм е общото название на неговите философски и практически концепции, интерпретации и предложения, свързани с марксизма. Геваризмът остава недоразвит поради ранната смърт на Че, но той съдържа оригинални трактовки на ленинизма и троцкизма, екзистенциализма и маоистките концепции за партизанската война.